# Shannon (reka)
Reka Shannon (irsko Abha na Sionainne, tSionainn, tSionna) je s 360,5 km najdaljša reka na Irskem in obenem na Britanskem otočju. Odmaka porečje reke Shannon, ki ima površino 16.865 km² ali eno petino površine Irske.
Shannon deli zahod Irske (predvsem provinco Connacht) od vzhoda in juga (Leinster in večino Munstra). Grofija Clare, ki je zahodno od reke Shannon, vendar del province Munster, je izjema. Reka je pomembna fizična pregrada med vzhodom in zahodom z manj kot tridesetimi prečkanji med mestom Limerick na jugu in vasjo Dowra na severu.
Reka se imenuje po Sionni, keltski boginji.
Shannon je bila pomembna vodna pot od antike, ko jo je uvrstil na zemljevid že grško-egipčanski geograf Ptolemaj. Reka teče na splošno proti jugu od izvira, imenovanega Shannon Pot v grofiji Cavan, preden se obrne proti zahodu in se izliva v Atlantski ocean po 102,1 km dolgem estuariju . Mesto Limerick stoji na točki, na kateri rečna voda sreča morsko. Shannon je vzhodno od Limericka pod vplivom plimovanja, pa tudi do jezu pri Ardnacrushu.

## Geografija
Po tradiciji naj bi reka Shannon izvirala v Shannon Potu, majhni kotanji na pobočjih gore Cuilcagh v grofiji Cavan, kjer se pojavi kot majhen potok. Raziskave so opredelile 12,8 km² takojšnjega povodja, ki pokriva pobočja Cuilcagh. To območje obsega jezero Garvah, Cavan, 2,2 km proti severovzhodu, ki ga drenira Pollnaowen. Nadaljnji odtoki, ki so vir izvira, so Pollboy in skozi Shannonovo jamo Pollahune v Cavanu, Polltullyard in Tullynakeeragh v okrožju Fermanagh v Severni Irski. Najvišja točka v povodju je izvir pri Tiltinbanu na zahodnem koncu pogorja Cuilcagh.
Od izvira reka dobi več pritokov, preden steče v jezero Allen . Reka teče po 11 irskih grofijah, vanjo so izlivajo reke Boyle, Inny, Suck, Mulkear in Brosna, preden doseže estuarij pri Limericku.
Dolžina reke je po različnih virih različna in je po tradiciji okoli 390 km. Po uradnem irskem viru je 360,5 km (258,1 km toka in 102,1 km estuarija s plimovanjem). Večina irskih vodnikov zdaj piše o 344 km. Nekateri akademski viri pišejo o 280 km, čeprav jih večina to zavrača. Razlog je, da ni pravega konca reke, ki se steče v estuarij. Dolžina 344 km se nanaša na razdaljo med Shannon Potom in črto med Kerry Headom in Loop Headom, najbolj oddaljenima točkama na kopnem (predvideva tudi sedanjo pomorsko pot prek Ardnacrusha, ki presega razdaljo 7 km). Razdalja 280 km se konča, ko se izlivu reke Shannon priključi izliv reke Fergus blizu letališča Shannon. Daljše razdalje so se pojavile pred uporabo sodobnih geodetskih instrumentov.
S celotno dolžino 360,5 km pomeni, da je najdaljša reka na Irskem. Da je Shannon najdaljša reka na širših britanskih otokih, je bila očitno žev 12. stoletju, čeprav je zemljevid iz tistega časa kazal, da reka teče na jug Irske.
Shannon je sladkovodna reka s približno 45 % svoje celotne dolžine. Brez 102 km plimskega estuarija celotne dolžine 360 km, če izključimo tudi jezera (Derg 39 km, Ree 29 km, Allen 11 km in Boderg, Bofin, Forbes, Corry) iz rečnega sladkovodnega toka 258 km, ostane kot sladkovodna reka le približno 161 km dolžine.
Nekaj pritokov v porečju reke Shannon ima tudi zelo dolge glavne tokove od izvira do ustja in so skupaj z estuarijem Shannon celo daljši, kot sta reka Owenmore v grofiji Cavan in reka Boyle (392,1 km) z izvirom v grofiji Mayo.
Poleg tega da je najdaljša reka, ima tudi največji pretok na irskem. Ima dolgoročno povprečno stopnjo pretoka 208,1 m³/s (v Limericku). To je dvakrat več pretoka od druge irske največje reke, reke Corrib (104,8 m³/s. Če se izpusti iz vseh rek in potokov v estuarij Shannon (tudi reka Feale 34,6 m³/s, Maigue 15,6 m³/s, Fergus 25,7 m³/s  in Deel 7,4 m³/s) združijo v izpustu v Limericku, skupni iztok reke Shannon pri Loop Headu doseže 300 m³/s.
Shannon Callows, območja nižinskega spodnjega toka reke, so razvrščena kot posebno območje zaščite.

## Zgodovina in legenda
Reka je začela teči po sedanji strugi po koncu zadnje ledene dobe.
Ptolemajeva Geografija (2. stoletje) opisuje reko, imenovano Σηνου (Sēnou) iz PIE * sai- / sei- 'zavezati', koren angleškega sinew in irskega sin 'ovratnik', ki se nanaša na dolg in navaden izliv, ki vodi do Limericka.
Po irski mitologiji je reka dobila ime po ženi po imenu Sionanna (starejše črkovanje: Sínann ali Sínand), vnukinji boga Lera. Šla je k izviru Connlo's Well, da bi našla modrost kljub temu, da je bila opozorjena, da se naj ne približuje. V nekaterih virih, kot je Fionn mac Cumhaill, je tam ujela in jedla lososa modrosti in postala najmodrejše bitje na Zemlji. Vendar pa je izvir nato narasel, utopil Sionanno in jo odplavil v morje. Podobno pripovedujejo o boginji Boann in reki Boyne. Menijo, da je Sionanna boginja reke. Patricia Monaghan ugotavlja, da je »utopitev boginje v reki pogosta v irski mitologiji in običajno pomeni raztapljanje njene božanske moči v vodi, ki nato daje življenje zemlji«.
V reki naj bi bila rečna pošast z imenom Cata, ki je prvič omenjena v srednjeveški Knjigi Lismore. V tem rokopisu piše, da je Senán, zavetnik grofije Clare, premagal pošast pri Inis Cathaighu . Cata je opisana kot velika pošast s konjsko grivo, bleščečimi očmi, debelimi nogami, nohti iz železa in repom kita.
Vikingi so se v regiji naselili v 10. stoletju in reko uporabili za napad na bogate samostane globoko v notranjosti. Leta 937 so se Vikingi iz Limericka spopadli s tistimi v Dublinu na Lough Reeju in bili poraženi.
V 17. stoletju je bila reka Shannon velikega strateškega pomena v vojaških akcijah na Irskem, saj je ustvarila fizično mejo med vzhodom in zahodom države. V irskih konfederacijskih vojnah leta 1641–53 so se Irci leta 1650 umaknil za Shannon in se dve leti borili proti parlamentarnim silam Anglije. Oliver Cromwell je pri pripravi na naselitev po osvojitvi Irske domnevno napovedal, naj bi drugi irski posestniki odšli v »pekel ali Connacht«, kar se nanaša na njihovo izbiro prisilnega priseljevanja na zahod čez reko Shannon ali smrt ter s tem osvoboditev vzhodnih ozemelj za prihodnje angleške naseljence.
V vojni med dvema kraljema na Irskem (1689–91) so se tudi pripadniki kralja Jakoba po porazu v bitki pri reki Boyne leta 1690 umaknili za Shannon. Atlone in Limerick, mesti, ki sta upravljali mostove čez reko, sta bili krvavo oblegani.
Leta 1916 so voditelji velikonočne vstaje načrtovali, da bodo svoje sile na zahodu »zadržale linijo Shannona«. Vendar pa v tem primeru uporniki niso bili niti dovolj oboroženi niti opremljeni, da bi poskusili tako velikopotezno politiko.
Reka Shannon je tesno povezana z irsko socialno, kulturno, vojaško, gospodarsko in politično zgodovino.

## Plovnost
Čeprav je bila Shannon vedno pomembna za plovbo, ima prvih 250 km le 18 m padca. Zato je bila na različnih mestih vedno plitvejša s 0,5 m globine. Prvi resni poskus izboljšanja plovnosti je bil leta 1755, ko so pooblaščenci za plovbo po celinskih plovnih poteh Thomasu Omerju, morda nizozemskemu priseljencu iz Anglije,naložili, naj začne delo. [26] Spopadel se je s štirimi lokacijami med jezeroma Derg in Ree, kjer je bila naravna plovba ovirana z nameščanjem stranskih kanalov in zapornicami. Nato je nadaljeval severno od jezera Ree in naredil številne izboljšave, predvsem je zgradil prvi Jamestownski kanal, ki je prekinil zanko reke med Jamestownom in Drumsno ter stranskimi kanali v Rooskyju in Lanesboroughu.
Spodnji tok reke Shannon med Killaloejem in Limerickom je bila druga zgodba. Tukaj se reka spusti za 30 m na samo 20 km. William Ockenden, tudi iz Anglije, je bil odgovoren za popravilo leta 1757 in je porabil 12.000 £ v naslednjih štirih letih, ne da bi v celoti opravil nalogo. Leta 1771 je parlament družbi Limerick Navigation Company naložil odgovornost in sredstva za izvedbo. Začeli so graditi kanal, dolg 8 km, s šestimi zapornicami, vendar je podjetje potrebovalo za dokončanje več časa. Leta 1791 je prišel William Chapman, ki je svetoval in ugotovil žalostno stanje. Vse zapornice so bile zgrajene v različnih velikostih in so bile v naslednjih treh letih predelane. Plovba je bila končno odprta leta 1799, ko je v Limerick prišlo več kot 1000 ton koruze, pa tudi skrilavca in šote. Toda tudi takrat ni bilo vlečnih poti ob rečnih odsekih, v poletnih mesecih pa še vedno plitvine. Pristanišče Limerick in čolni so bili omejeni na 15 do 20 ton tovora, pogosto manj.
Z bližajočim se odpiranjem Velikega kanala je družba Grand Canal pridobila dovoljenje direktorjev in prosila Johna Brownrigga, da opravi raziskavo, v kateri so ugotovili, da se je veliko Omerjevega dela poslabšalo, zato so začeli s popravili. Po dolgotrajnih pogajanjih o stroških in pogojih je bilo delo dokončano do leta 1810, tako da so lahko čolni z ugrezom 1,75 m pluli od Athlonea v Killaloe. Izboljšave so bile tudi na nižjih odsekih, ki so jih končali do leta 1814.
Ko je bil leta 1817 končan Royal Canal, je nastal pritisk za izboljšanje plovbe nad jezerom Ree. Kanal Jamestown je bil popravljen, pristanišča zgrajena in John Killaly je oblikoval kanal ob reki od Battlebridgea do Lough Allena, ki je bil odprt leta 1820.
V poznih 1820-ih se je s prihodom parnikov na reko trgovina močno povečala. Ti so prevažali potnike in blago. Do leta 1831 so prepeljali 14.600 potnikov in 37.000 ton tovora. Povečal se je  pritisk na plovbo in ustanovljena je bila komisija, ki je leta 1835 predlagala zakon o plovbi na reki Shannon, ki je določal pet pooblaščencev za izboljšanje plovbe in pretok, ki so prevzeli celotno upravljanje. V naslednjih 15 letih je prišlo do številnih izboljšav. Ko so leta 1849 iz Dublina v Limerick zgradili železnico, se je število potnikov močno zmanjšalo. Tudi tovor, ki se je letno povečal na več kot 100.000 ton, se je prepolovil.
Tudi delo, ki so ga opravili pooblaščenci, ni uspelo rešiti težav poplav, ki so bile v zgodnjih 1860-ih  katastrofalne. Glede na ravninski teren večine rečnega obrežja to ni bilo lahko preprečiti in nič ni bilo storjeno do 20. stoletja.
Eden prvih projektov irske svobodne države v 1920-ih letih je bila shema hidroelektrarn, ki je ustanovila elektrarno Ardnacrusha na spodnjem toku reke Shannon nad Limerickom. Stari Killaloe do kanala Limerick s petimi zapornicami je bil opuščen in nov, zgrajen od jezera Derga, se je uporabljal tudi za plovbo. Na jezu je bila dvojna zapornica.
V 1950-ih se je promet začel zmanjševati, nizke mostove so zamenjali z dvižnimi odprtinami. Ukrepi Irske zveze za celinske plovne poti so prepričali Tánaiste, da so spodbudili potnike, s čimer so ohranili dovolj visokih mostov za plovbo. Od takrat so se potovanja za prosti čas stalno povečevala in postala velika zgodba o uspehu.

## Kanali
Veliko je kanalov, ki povezujejo reko Shannon. Royal Canal in Grand Canal povezujeta Shannon z Dublinom in Irskim morjem. Povezan je z reko Erne in jezerom Erne ob plovni poti Shannon-Erne. Ballinasloe je povezan s Shannon prek reke Suck in kanala, medtem ko je Boyle povezan prek kanala Boyle, reke Boyle in Lough Key. Obstaja tudi kanal Ardnacrusha, povezan z jezom Ardnacrusha južno od jezera Derga. V bližini Limericka kratek kanal povezuje Plassey z reko Abbey, ki plovilom omogoča, da obidejo slapove Curraghower, glavno oviro za plovbo. Vas Lecarrow v grofiji Roscommon je povezana z jezerom Ree prek Lecarrowovega kanala. Kanal Jamestown in Albert Lock povezujeta reko Shannon od juga Jamestowna do jezera Nanoge, južno od Drumsne.

## Gospodarstvo
Kljub temu,da je dolga 360,5 km in se dvigne le 76 m, je reka enostavna za plovbo z le nekaj zapornicami vzdolž plovnega dela. V Ardnacrushu, je hidroelektrarna, ki pripada Electricity Supply Board (ESB).
Ladijski promet v estuariju reke Shannon se je v 1980-ih letih obsežneje razvijal, vloženi sta bili več kot 2 milijardi irskih funtov (2,5 milijarde €) naložb. Zgradili so tankerski terminal v Foynesu in naftni pomol na letališču Shannon. Leta 1982 je bila na Aughinishu zgrajena naprava za pridobivanje glinice. 60.000 ton tovornih plovil zdaj prenaša surovi boksit iz rudnikov na Zahodni Afriki, kjer ga prečistijo v aluminijev oksid. Nato se izvaža v Kanado, kjer izdelajo aluminij. Leta 1985 je bila v Moneypointu odprta elektrarna na premog z 915 MW moči, ki jo redno obiskujejo 150.000 tonske ladje za prevoz razsutega tovora.

## Program za jegulje
Ribolov in prevoz na reki Shannon sta del programa za lov jegulj, ko je bilo ugotovljeno, da se njihovo število zmanjšuje. Program zagotavlja varen prehod mladih jegulj med Lough Dergom in estuarijem. 

## Ribolov
Čeprav je ribiška industrija v estuariju Shannon zdaj izčrpana, je nekoč zaposlovala na stotine moških. V Limericku so ribiči iz Clancy's Stranda uporabljali gandelow za lov lososa. Ribiči Abbeyja so uporabili mrežo in čoln, znan kot breacaun in lovili med Limerick Cityjem in Plasseyjem do leta 1929. Leta 1929 je gradnja jezu v Ardnacrushu močno vplivala na vzrejo lososa, uvedba kvot do leta 1950 pa končala ribolov na lososa. Nadaljuje pa se rekreacijski ribolov.

## Črpanje vode
Mestni svet v Dublinu je leta 2011 objavil načrt za dobavo do 350 milijonov litrov vode dnevno od jezera Derga do mesta in regije Dublin. Leta 2016 je bila kotlina Parteen do južno od jezera izločena kot predlagano območje črpanja. Voda bi bila prečrpana v rezervoar tlačne posode Knockanacree blizu kraja Cloughjordan v okrožju Tipperary in z gravitacijo od tam odplavila po cevovodu v Dublin. [32] [33] [34] [35